# Ardhanari

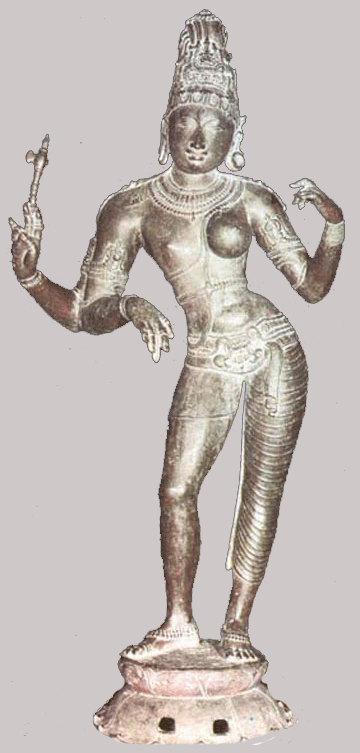
Estatua de bronce (de la dinastía Chola) del : Shiva y Shakti en la forma de Ardha-Naríswara.

Ardhanari (en sánscrito अर्धनारी ardhanārī) o Ardha Narishvara (en sánscrito अर्धनारीश्वर ardhanārīśvara), es una deidad hinduista andrógina compuesta por el dios Shiva y su consorte Shakti, representando la síntesis de las energías masculinas y femeninas. La forma de Ardhanari también ilustra cómo Shakti (el principio femenino de Dios) es inseparable de Shiva (el principio masculino de Dios).

## Orígenes
Ardhanarishvara es una de las formas más frecuentes en el arte indio desde principios de nuestra era.
Las imágenes más antiguas de Ardhanarishvara de las que se tiene conocimiento son del periodo de Kushana (circa 35-60 d. C.).

## Doctrina
El término Ardhanarishvara (‘Señor medio mujer’) es una combinación de tres palabras: ardha: ‘medio’, nari: ‘hembra’ e ishvara: ‘señor’.
Esta deidad no contradice la doctrina advaita (‘no dualidad’: no hay diferencia entre Dios y las almas) de los shivaístas, que dicen que Shiva es todo, tanto el universo como las almas, como lo afirma el himno shaivita ekaham bahusyami ‘yo soy uno, pero me convierto en muchos’ (extraído del Shiva Purana). Tampoco contradice la doctrina duaita (‘dualidad’: hay diferencia entre Dios y las almas). Como afirma el Rigveda: «Él, que es descrito como un varón, es también la hembra y el ojo penetrante que no falla en verlo».

## Iconografía

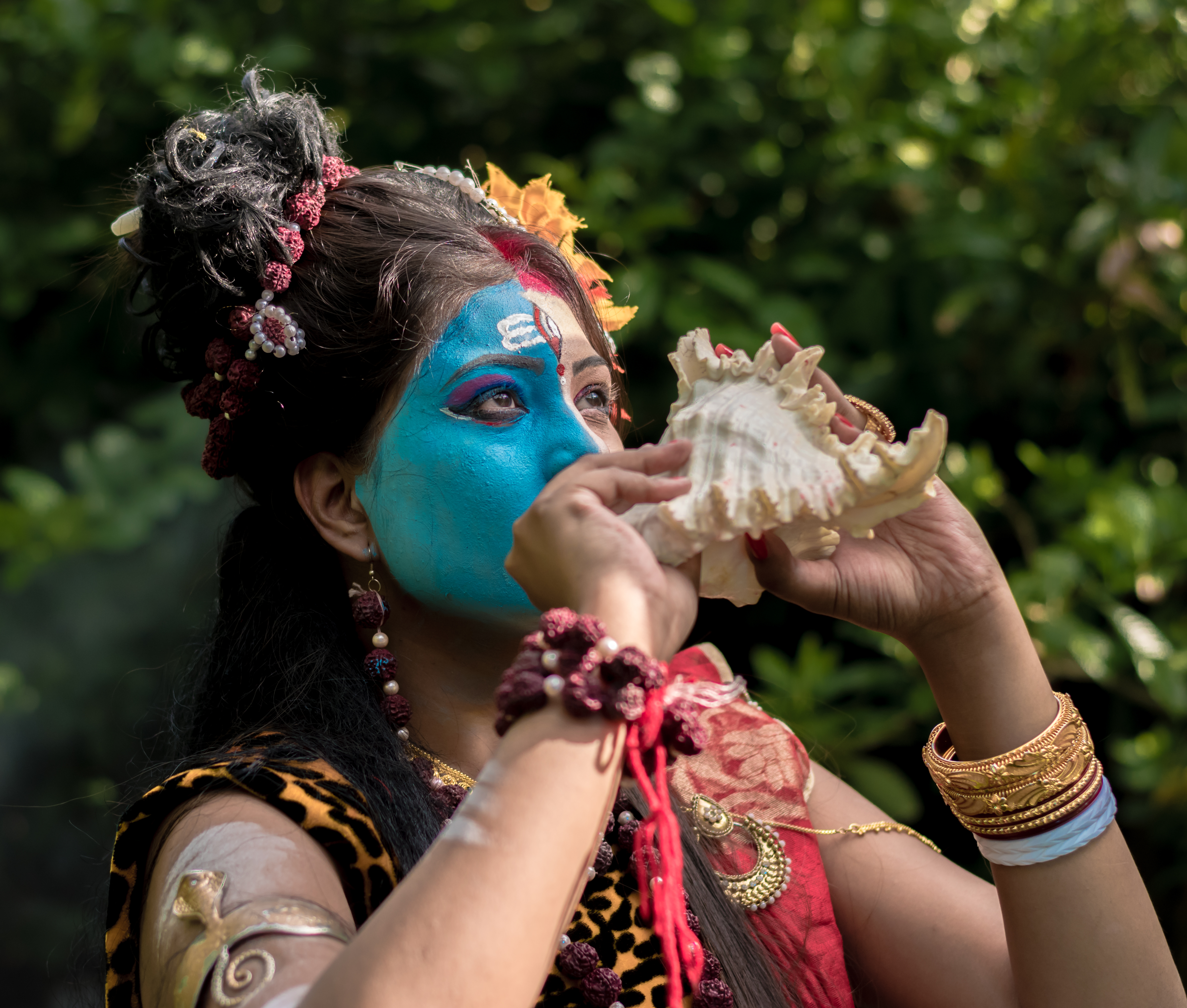
Persona maquillada como Ardhanarishvara
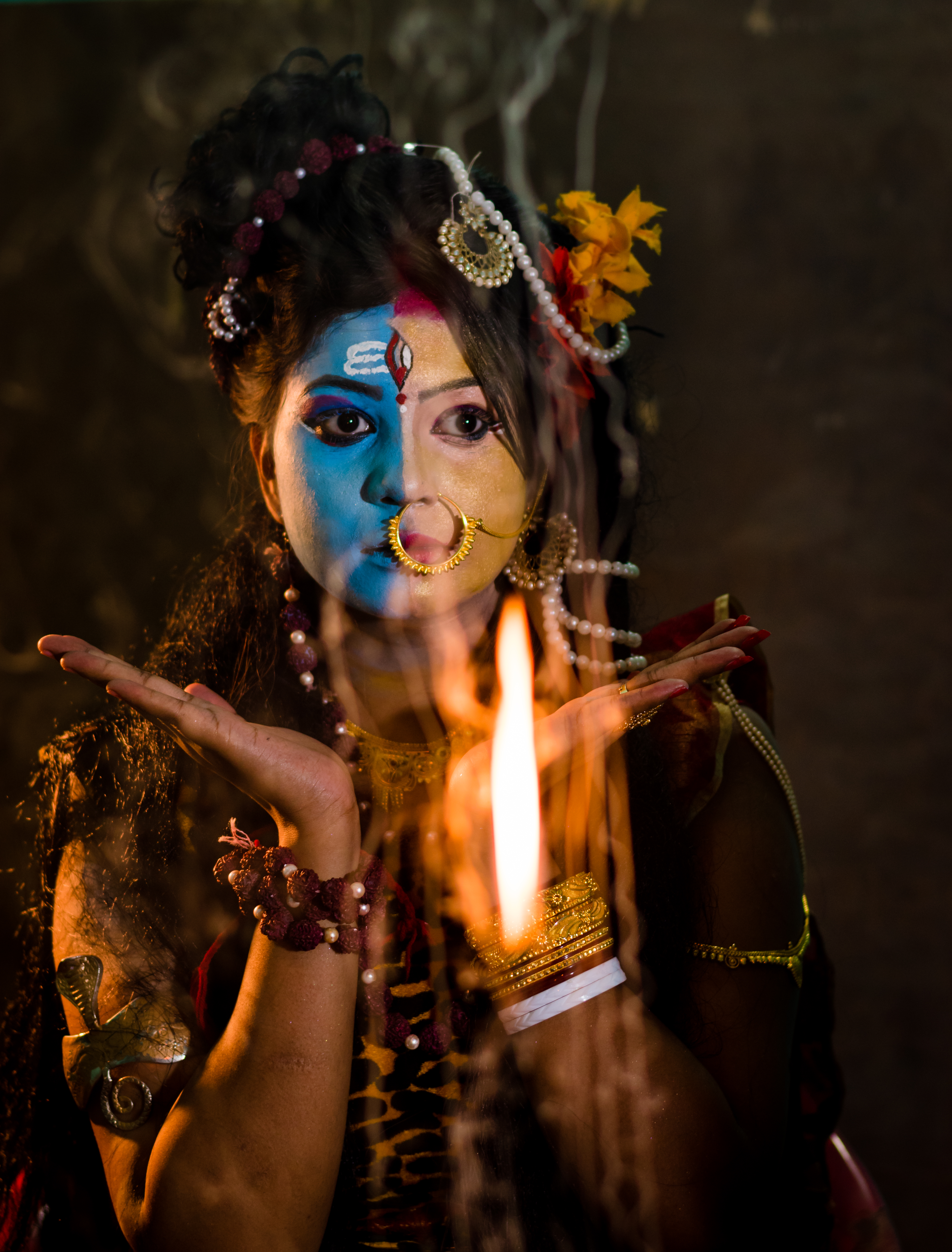
Ardhanari maquillaje
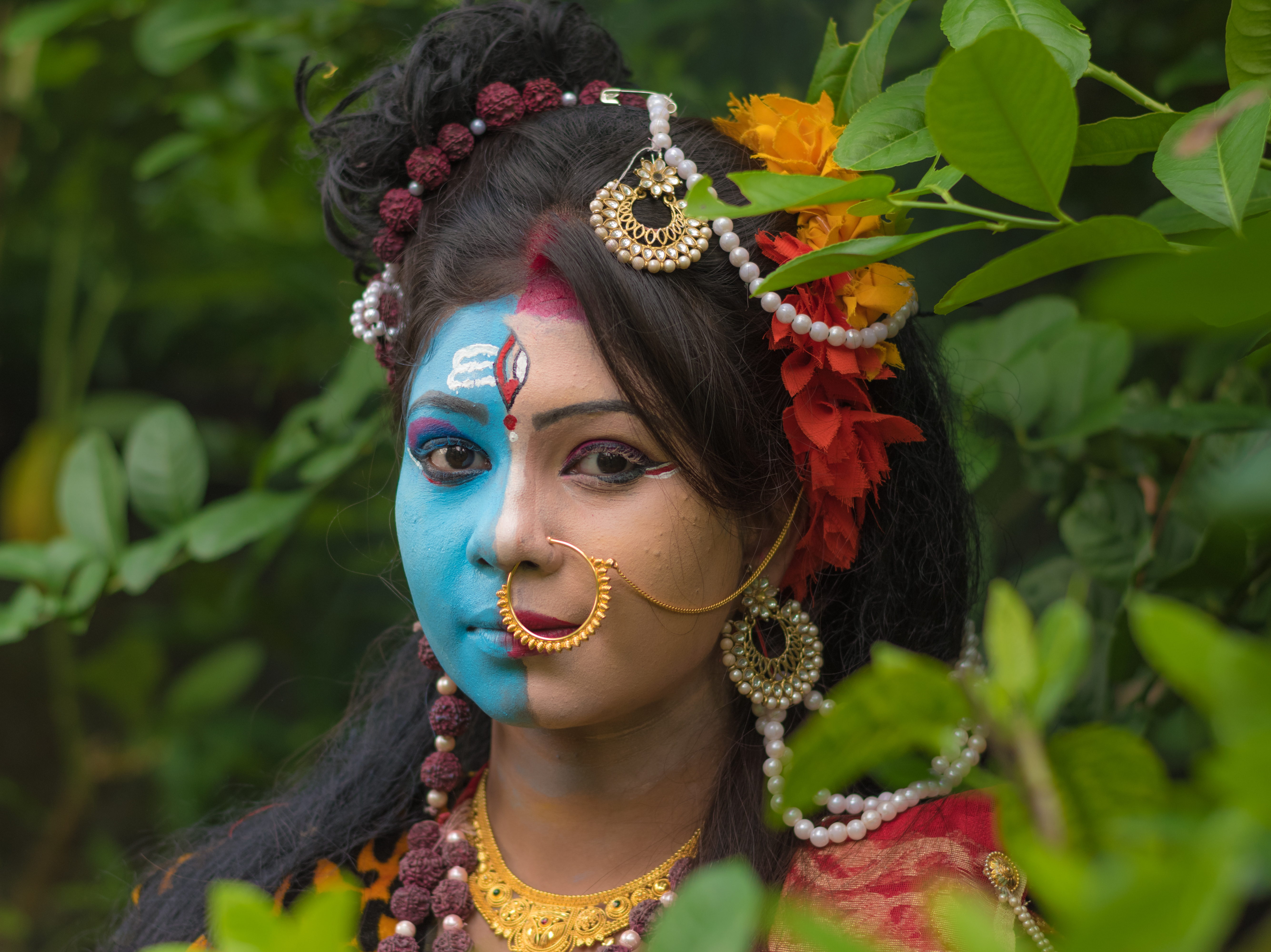
Ardhanari maquillaje

En la iconografía, Ardhanari es descrita como una deidad medio varón medio hembra. Las mejores representaciones en escultura de Shiva como Ardhanari se encuentran en los sensuales bronces de la dinastía Chola y en las esculturas de Ellora y Elephanta.
Salvo algunas excepciones, la mitad derecha de las imágenes de Ardhanarishvara comprenden anatomía masculina y la izquierda la femenina. En unas pocas imágenes, obviamente influenciadas por la secta Shakta, el lugar de la parte femenina y masculina está colocado inversamente a lo común.

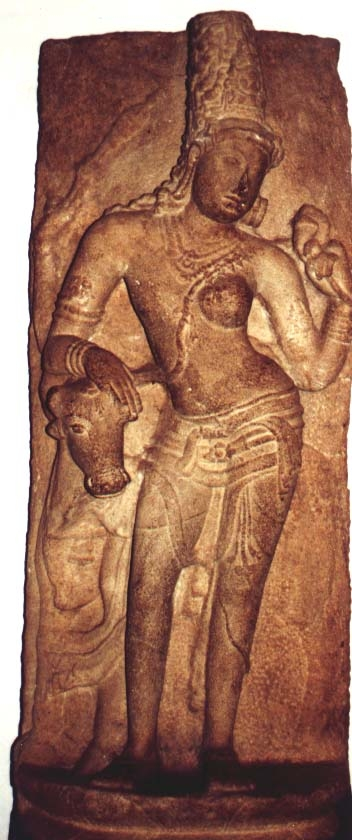
Ardhanaisvara

## Variaciones de su nombre
- Ardhanarishvara
- Ardhnarishwara
- Ardhnariswara
- Ardhanarishwara
- Ardhanariswara
- Ardhnari
- Ardhanari Nateshwara: ‘amo del baile, mitad mujer’ (siendo ardha: ‘medio’, nari: ‘hembra’, nata: ‘danza’ e īśvara: ‘controlador’)
- Mohinirash: ‘amo de Mohini’ (siendo Mohinī una forma femenina de Vishnú), mohiní: ‘enloquecedora’, raja: ‘rey’.
- Aldernalisuvara: deformación de Ardhanariswara utilizado en Japón; a veces abreviado a Alder.